# Bulbophyllum minutissimum
Bulbophyllum minutissimum är en orkidéart som först beskrevs av Ferdinand von Mueller, och fick sitt nu gällande namn av Ferdinand von Mueller. Bulbophyllum minutissimum ingår i släktet Bulbophyllum och familjen orkidéer. Inga underarter finns listade i Catalogue of Life.